# Spleen and Ideal
Spleen and Ideal es el segundo álbum de estudio del acto musical australiano Dead Can Dance. Fue lanzado el 25 de noviembre de 1985 por el sello discográfico 4AD. El álbum presenta una transición entre el grupo post-punk y gothic rock - álbum debut influenciado hacia un estilo neoclásico Dark wave.

## Fondo
El sitio web oficial de la banda declaró que el título del álbum se tomó "de los ideales simbolistas del siglo XIX". El título está directamente tomado de "Spleen et Idéal", una colección de poemas del poeta francés Charles Baudelaire que forman una sección de su obra magna  Les Fleurs du mal .
Discutiendo el estilo musical del álbum, AllMusic comentó que con  Spleen and Ideal , Dead Can Dance "se sumergió por completo en la mezcla de tradiciones musicales que definirían su sonido y estilo por el resto de su carrera. Las afectaciones góticas se intercambian por una paleta sonora y un rango de imaginación ".

## Canciones
Lado A
1.	"De Profundis (Out of the Depths of Sorrow)"	4:00
2.	"Ascension"	3:05
3.	"Circumradiant Dawn"	3:17
4.	"The Cardinal Sin"	5:29
5.	"Mesmerism"	3:53
Lado B
1.	"Enigma of the Absolute"	4:13
2.	"Advent"	5:19
3.	"Avatar"	4:35
4.	"Indoctrination (A Design for Living)"	4:16
En una revisión retrospectiva, AllMusic elogió el álbum, calificándolo de "asombroso [...]" y "atmosférico" apenas incluso la superficie inicial del poder del álbum ".

## Historial de lanzamientos
| - | País | Fecha | - | Reino Unido | 25 de noviembre de 1985 | - | Estados Unidos | 8 de marzo de 1994 |

## Historial de gráficos
| - | Gráfico | Posición | - | UK Indie Chart | 2 |

## Personal
- Lisa Gerrard - vocales, todos los demás instrumentos, producción
- Brendan Perry - vocales, todos los demás instrumentos, producción, dirección artística de mangas
- Gus Ferguson - Chelo.
- Martin McCarrick - chelo
- James Pinker - timbales
- Tony Ayres - timbales
- Richard Avison - trombón
- Simon Hogg - trombón
- Carolyn Costin - violín
- Andrew Hutton - voz de soprano en la pista 1

Técnico
- John A. Rivers - producción, ingeniería
- Jonathan Dee - ingeniería
- Colin Grey - Fotografía de manga.